# Cimetière des Batignolles
Het Cimetière des Batignolles is een Parijse begraafplaats, waarvan de ingang gelegen is aan 8 rue Saint-Just, 17e arrondissement van Parijs, in de wijk Épinettes.
Het strekt zich voornamelijk uit over het noordoosten van het 17e arrondissement en in tweede instantie over het zuiden van Clichy, langs de Boulevard Victor Hugo. Het werd geopend op 22 augustus 1833.
Deze begraafplaats ligt naast de boulevard périphérique, tussen de poorten van Clichy en Saint-Ouen.
Het is ongeveer elf hectare groot, even groot als de Cimetière de Montmartre, wat het ex æquo de derde grootste intra muros begraafplaats maakt, na het Cimetière du Père-Lachaise en Cimetière du Montparnasse. Het omvat ongeveer 800 bomen.

## Bekende personen die hier zijn begraven
- Léon Bakst
- Alexandre Benois
- Marius Borgeaud
- André Breton
- Alfred Bruneau
- Gaston Calmette
- Blaise Cendrars
- Fernand Charpin
- Albert Dalimier
- Joseph Darnand
- Marguerite Durand
- Hélène Dutrieu
- Paul d'Ivoi
- Sergej Ljapoenov
- Pavel Miljoekov
- Joséphin Péladan
- Gaetano Saracco
- Fjodor Sjaljapin ( tot 1984, toen zijn stoffelijk overschot werd overgebracht naar de Novodevitsjibegraafplaats in Moskou)
- Toyen
- Louis Trousselier
- Ray Ventura
- Paul Verlaine
- Paul Vidal
- Auguste Villiers de L'Isle-Adam (tussen 1889 en 1895)
- Édouard Vuillard

## Russische begrafenissen
Voordat de Russische begraafplaats in Sainte-Geneviève-des-Bois werd aangelegd, begonnen veel Russisch-orthodoxe families van de witte emigratie naar Frankrijk daar hun doden te begraven. Zij hebben geen specifieke plaats en hun graven liggen verspreid over de begraafplaats.
Cimetière d'Auteuil ·
Cimetière des Batignolles ·
Cimetière de Belleville ·
Cimetière de Bercy ·
Cimetière du Calvaire·
Catacomben ·
Cimetière des Innocents ·
Cimetière d'Ivry ·
Cimetière de Montmartre ·
Cimetière du Montparnasse ·
Cimetière Notre-Dame ·
Cimetière de Passy ·
Cimetière du Père-Lachaise ·
Cimetière Saint-Vincent ·
Cimetière de la Villette
Zie ook: Lijst van bezienswaardigheden in Parijs